# 나스타샤 킨스키
나스타샤 킨스키(Nastassja Kinski, 1961년 1월 24일 ~ )는 독일의 배우, 전직 모델이다.

## 생애
베를린에서 태어났으며, 배우 클라우스 킨스키의 딸이지만, 10세 이후로 아버지를 거의 보지 못했다.
모델로 일하다가, 뉴 저먼 시네마 배우인 리자 크로이처가 빔 벤더스의 영화 잘못된 움직임에 출연하게 해주었다. 1976년에는 유명 범죄 드라마 타트오르트에 출연하였다. 2006년 데이비드 린치의 영화 인랜드 엠파이어에 카메오 출연한 이 후 영화에서 얼굴을 보이지 않고 있다.
1992년부터 1995년까지 퀸시 존스와 함께 동거했으며, 독일어, 불어, 이탈리아어, 영어, 러시아어를 자유롭게 구사한다.

## 출연작
- 그대 머무는 곳에 (1978)
- 테스 (1979) - 테스 역
- 마음의 저편 (1982) - 레일라 역
- 캣 피플 (1982년 영화) (1982)
- 테러리스트 (1983년 영화) (1983) - 엘리자베스 칼슨 역
- 파리, 텍사스 (1984)
- 멀고도 가까운 (1993)
- 아메리칸 랩소디 (2001)